# Авалишвили
Авалишви́ли (груз. ავალიშვილი; Ава́ловы) — грузинский княжеский род, происходящий от князей Цицишвили.
Князь Георгий Авалишвили заключил договор (1800) об окончательном присоединении Грузии к России.

## Известные представители
- Авалишвили, Георгий Иоаннович (1769—1850) — грузинский политический деятель и писатель.
- Авалишвили, Зураб Давидович (1876—1944) — сенатор, учёный-юрист, историк, литературовед и дипломат.
- Авалов, Иван Соломонович (1796—1860) — князь, генерал-майор, участник Кавказских походов и Крымской войны.
- Бермондт-Авалов, Павел Рафаилович (1877—1973) — русский офицер, генерал-майор (1918), представитель прогерманского течения в белом движении в Прибалтике.